# Janko Jurković
Janko Jurković (Požega,  21. studenog 1827. – Zagreb, 20. ožujka 1889.) hrvatski književnik i novinar. Stilski je pripadao dvama razdobljima, jer je pisao u razdoblju kad je romantizam prelazio u realizam; zapravo ga se računa u protorealizam. Pisao je komedije, novele, pripovijetke, pjesme, feljtone, jednu dramu i tragediju. Značajan je po unosu humorističnih i satiričnih elemenata.
Rodio se u Požegi 1827. godine. Po većini izvora, datum rođenja je 21. studenog, dok neki noviji izvori navode 21. rujna kao datum rođenja. Studirao je bogoslovlje, a nakon revolucionarne 1848. godine se prebacio na pravo u Zagrebu. U isto vrijeme je radio kao novinar u Narodnim novinama. Nakon četiri godine je suplentom u gimnaziji u Zagrebu. Na tom mjestu je godinu dana, nakon čega odlazi u Beč, potom u Osijek i opet u Zagreb. U Zagrebu je predavao u Klasičnoj gimnaziji od 1853. do 1862. godine.
Književna povijest hrvatskog jezika ga svrstava među prve hrvatske komediografe i među autore najboljega stila. U usporedbi s drugim hrvatskim književničkim suvremenicima, bio je među najškolovanijima. Još u prvim stvarateljskim godinama djeluje suprotno ondašnjim kretanjima hrvatske književnosti, dotičući se stilova i tema koje su dotadašnjim hrvatskim piscima bile nevrijedne opisivanja. Sâm je značajan jer predstavlja svojevrsni prevrat u hrvatskome književnom stvarateljstvu, jer se okrenuo tim drugim temama i ujedno se odmaknuo se od tema koje su vladale onovremenom hrvatskom književnošću, tema koje su zapravo ponajviše bile odraz nižerazrednih djela njemačke književnosti. Svojstveno mu je bilo davanje značaja humornim elementima. Majstorski je opisao hrvatsku malograđanštinu u vremenu kad je bila u usponu na društvenoj ljestvici. Prvo uspješnije djelo mu je Pavao Čuturić.
Nakon toga djela je nastavio stvarati na isti način. Napisao je mnoštvo novela u kojima je, na ne baš oštar način, iznio sve grdosti u ondašnjemu hrvatskom društvu. Građu za svoje novele Pavao Čuturić i dr. uzimao je iz svakidašnjeg života. Jurković je bio pristaša (tek nastajućeg) realizma u književnosti, zbog čega ga se svrstava u protorealiste. Likove svojih djela stvarao je prema živim modelima.
Iako ga se pamti po mnoštvu komedija, napisao je i djela ozbiljnijeg sadržaja, dramu Posljednja noć i tragediju Smiljana. Zanimljivost je da je jednu svoju poznatiju komediju Tuskulanijada nazvao prema Ciceronovu spisu Tusculanae disputationes . Osobito je s uspjehom znao opisati neke tipične osobine hrvatskoga malograđanstva iz vremena kad se ono tek počelo društveno izdizati.